# Yamaha XS 400

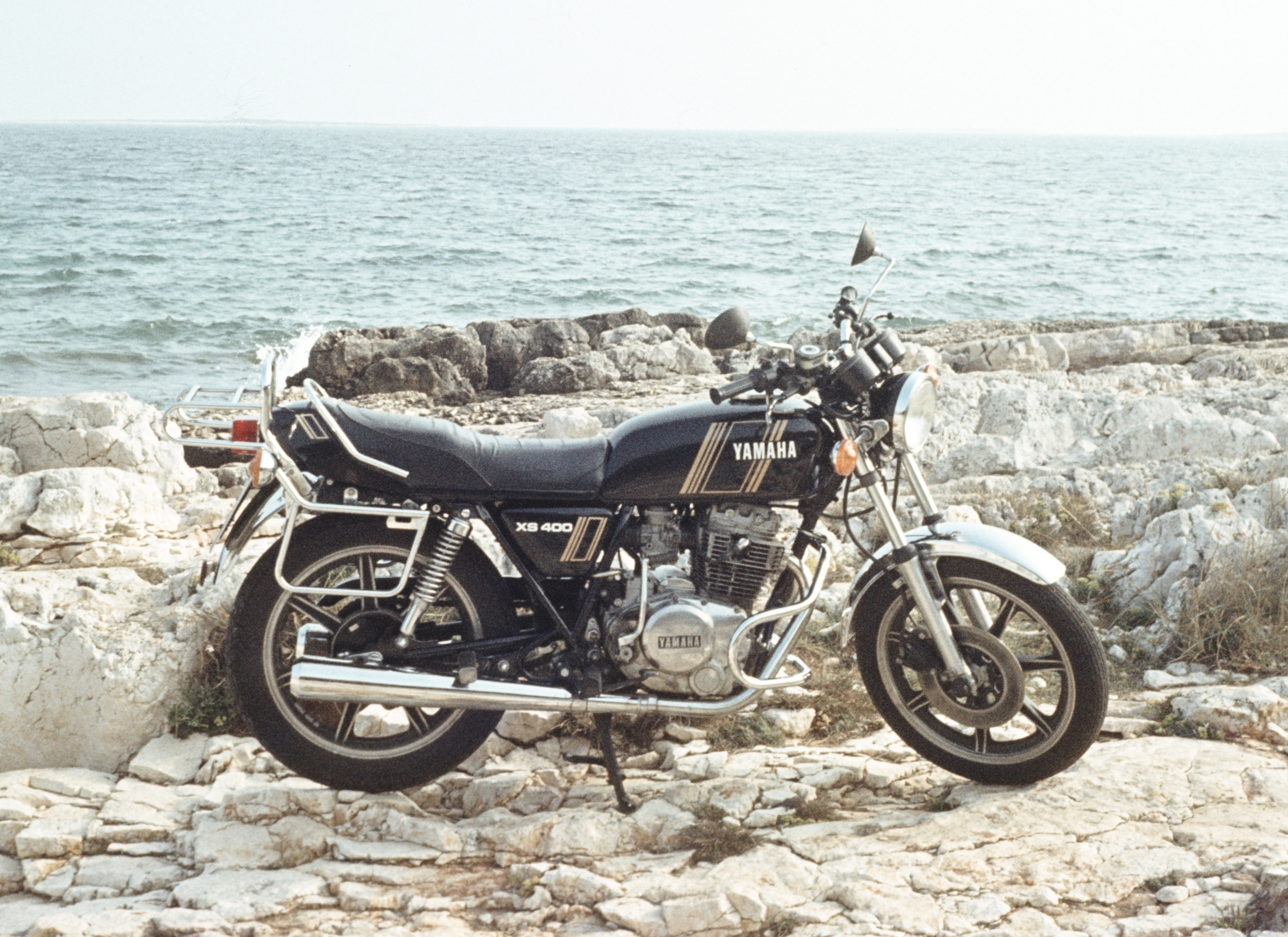
Yamaha XS 400, Bj. 1980, schwarz, mit Sturzbügel und Gepäckträger als Zubehör

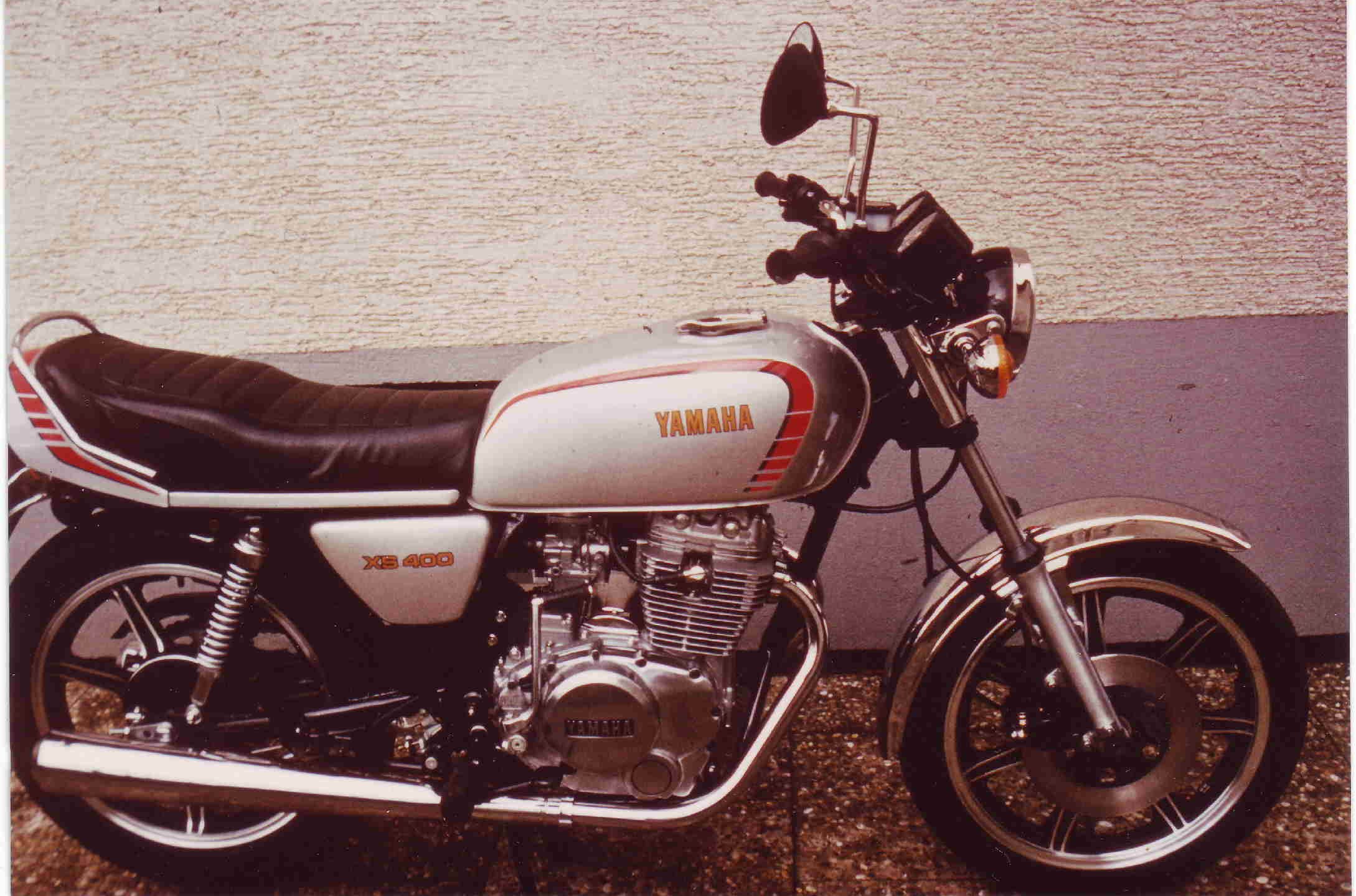
Yamaha XS 400, silber, Bj. 1980

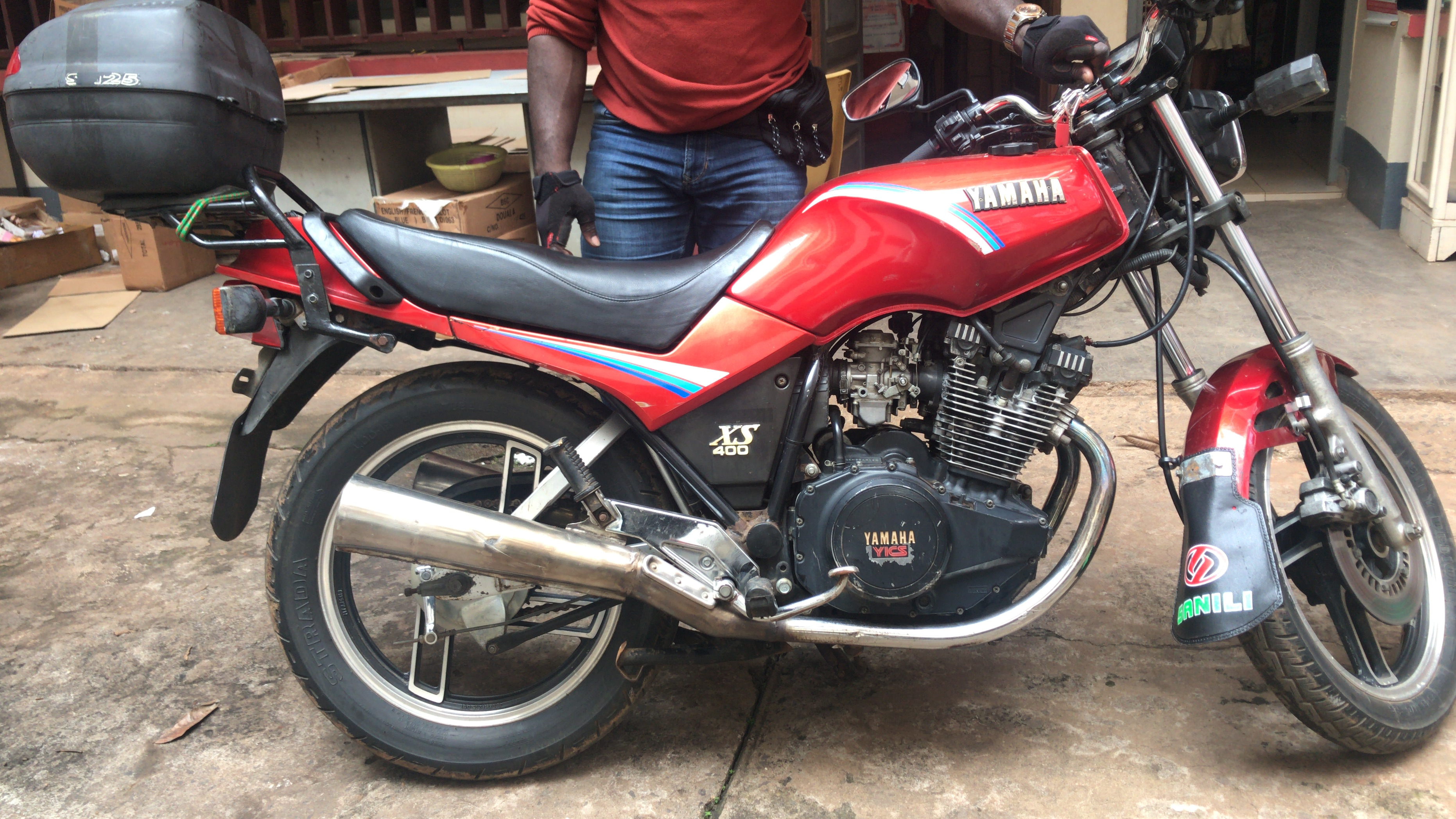
Yamaha XS 400 DOHC (Typ 12E, Bj. 1983)

Yamaha XS 400 ist eine Motorradbaureihe von Yamaha.

## Modellhistorie
Bekannte Varianten sind Yamaha XS 400, XS 400 R Seca, XS 400 Special, XS 400 SG. Das Grundmodell wurde nahezu baugleich mit den Modellen XS 250 und XS 360 vertrieben. Die Modelle XS 250, XS 360 und XS 400 waren ähnliche Varianten für die gleiche Basis, die von 1977 bis 1982 hergestellt wurde. Das Modell Yamaha XS 400 Cup wurde in Deutschland im Rahmen der „Amateur-Markenserie“ zum Rennsport eingesetzt. Die Modellhistorie dieser Baureihe ist von Modellpflege und Ländervarianten geprägt.
| Modell- bezeichnung | Fahrzeug- Code | ab Seriennummer | Bauzeit (von / bis) | Gewicht | Tankinhalt | Länderversionen und Modellerneuerungen                                  |
| ------------------- | -------------- | --------------- | ------------------- | ------- | ---------- | ----------------------------------------------------------------------- |
| XS 400              | 2A2            | -               | 1978 bis 1981       | 177 kg  | 16 l       | Viertakt-Twin, 391 cm³ (69 × 52,4 mm), SOHC, 27(38) PS/7500/min, 6-Gang |
| XS 400 SE           | 4G5            | -               | 1980 bis 1982       | 182 kg  | -          | Viertakt-Twin, Softchopper                                              |
| XS 400              | 12E            | -               | 1982 bis 1987       | 177 kg  | -          | Viertakt-Twin, DOHC, PS/KW 27/20 - 45/33, 6-Gang                        |
| XS 400 DOHC         | 12E            | -               | 1983 bis 1990       | 177 kg  | 19 l       | Viertakt-Twin, DOHC, PS/KW 27/20 - 45/33, 6-Gang                        |